# Національний парк Кісмайо
Національний парк Кісмайо ( KNP ) — національний парк у Кісмайо, Сомалі, також відомий як Хаабар Ваалід.
Парк знаходиться в 26 км від міста Кісмайо.
У цьому національному парку багато тварин вільно бродять у своєму охоронюваному середовищі існування. У парку живуть місцеві тварини з регіону, як-от мавпа верветка.
Під час посухи попередній уряд побудував ставки або міні-озера, щоб уникнути міграції, дехто каже, що леопарди та інші хижаки, а також більшість імпал і слонів ніколи не мігрували через доступність води цілий рік. Тварини переважно мігрували, за межу парку, через бойові дії. В парку також були помічені, бородавочники, гієни та леви.